# Shōdoshima (Kagawa)
Shōdoshima (jap. 小豆島町 Shōdoshima-chō) – miasto w Japonii, w prefekturze Kagawa, w powiecie Shōzu. Zostało założone w 2006 roku, obejmując różne porty i społeczności we wschodniej części Shōdoshimy, drugiej co do wielkości wyspy na Morzu Wewnętrznym. Według danych na rok 2020 miejscowość zamieszkiwało 13 870 mieszkańców , a gęstość zaludnienia wyniosła 145,1 os./km². 